# Colomera (meteorito)
El meteorito de Colomera es un meteorito metálico de 134 kg de peso encontrado en el municipio de Colomera, España, en 1912.
Es el tercer meteorito metálico más masivo hallado en la península ibérica, después del de Zaragoza y del de São Julião de Moreira.

## Historia
El meteorito de Colomera fue encontrado en 1912 por los propietarios de una vivienda en la villa de Colomera (Granada, España). Enterrado a un metro de profundidad, tenía color negro y una elevada densidad para sus dimensiones. Los muchachos, del pueblo se afanaban en levantar aquella masa metálica de 134 kg aproximadamente, en una plaza que los vecinos llaman de las Ánimas, situada en las inmediaciones de la casa donde se halló.
Antonio Pontes Vilches, practicante y vecino de Almuñécar, puso el meteorito a disposición del Museo de Ciencias Naturales de Madrid en 1935 por medio de un contrato de depósito pero a disposición de su dueño. Estuvo 80 años expuesto en el museo, ya que Antonio nunca lo reclamó, pero posteriormente su hija, lo reclamó y en 2015 por orden de la Audiencia Provincial de Madrid le fue entregado el meteorito.

## Composición y clasificación
El meteorito de Colomera tiene una superficie opaca y oscura con pequeñas cavidades y prominencias; cuando se corta se observa que se halla revestido de una costra delgada y dura. En dicha superficie se incrustan agregados de silicatos, entre ellos grandes cristales de feldespato de potasio —de hasta 11 cm— y feldespato de sodio. Los nódulos de silicato en el interior son mucho más pequeños (aproximadamente 0,3 cm).
Por otra parte, es localidad tipo de la yagiíta, ciclosilicato cuya fórmula corresponde a NaMg2(AlMg2Si12)O30.
Su densidad es de 7,3 g/cm³.
En cuanto a su composición elemental, el meteorito consta fundamentalmente de hierro (91,5% en peso) y níquel (7,16%). Otros elementos presentes son cobalto (0,62%), silicio y azufre.
A nivel estructural, este meteorito está clasificado como octaedrita mientras que su clasificación química es IIE.